# Semjon Iljitsch Bogdanow

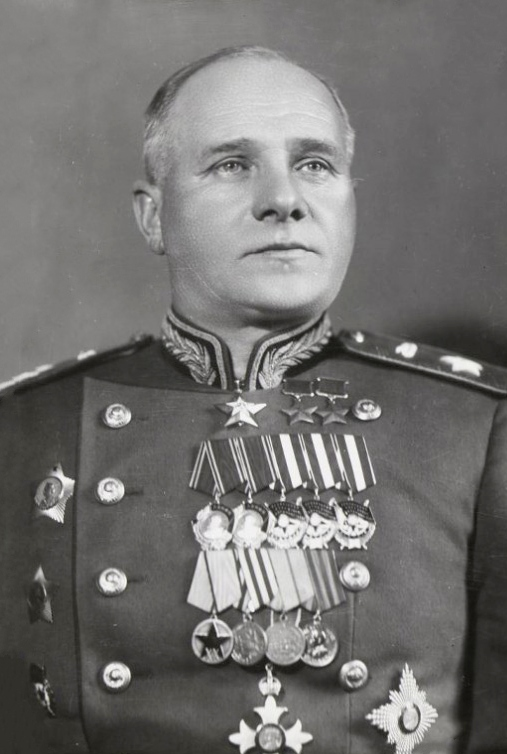
Semjon Iljitsch Bogdanow

Semjon Iljitsch Bogdanow (russisch Семён Ильич Богданов, wiss. Transliteration Semën Il’ič Bogdanov; * 17.jul. / 29. August 1894greg. in Sankt Petersburg; † 12. März 1960 in Moskau) war Marschall der Panzertruppen und nach 1945 Chef der Sowjetischen Militäradministration in Brandenburg.

## Leben
Sohn eines Arbeiters der Putilow-Werke in Sankt Petersburg, wo er selbst seine Lehrzeit als Mechaniker absolvierte und sowohl dort und später in Reval zwölf Jahre lang arbeitete. Bogdanow leistete ab 1915 seinen Militärdienst bei der zaristischen Armee und nahm 1917 auf Seiten der Bolschewiken an der Oktoberrevolution teil. Im Juni 1918 wurde er Berufssoldat in der Roten Armee und trat dem 4. Schützen-Regiment (Kostroma) bei. Im Juni 1920 kämpfte er bei Tuchatschewskis Westfront im Rahmen der 56. Schützendivision an der Grenze zu Polen. 1921 nahm er an der Niederschlagung des Antonowskojer Bauernaufstandes teil. Im September 1925 wurde er Bataillonskommandeur im Schützen-Regiment 135 der 45. Schützen-Division. 1930 besuchte er den Komintern-Ausbildungskurs „Shot“ und übernahm im Oktober des gleichen Jahres die Führung des Schützen-Regiment 134, welche im Mai 1932 motorisiert wurde. 1936 besuchte er einen neu eingeführten Lehrgang für motorisierte Einheiten an der Militärakademie und wurde zum Oberst befördert. Im Januar 1938 erhielt er das Kommando über die 9. mechanisierte Brigade. Am 1. Mai 1938 wurde er im Rahmen der Stalinschen Säuberungen verhaftet, inhaftiert und am 27. Oktober 1939 zu zwei Jahren Haft verurteilt. Infolge des Mangels an Kader kam er vorzeitig frei, erhielt im November 1940 die Führung der 32. mechanisierten Brigade.

### Im Deutsch-Sowjetischen Krieg
Im März 1941 hatte er das Kommando über die 30. Panzerdivision des 14. mechanisierten Korps (Generalmajor Oborin) an der westlichen Landesgrenze bei Brest erhalten.
Im Juli 1941 wurde er für eine Woche zum Führer der gepanzerten Truppen des Militärbezirks Moskau ernannt, erhielt danach aber den Posten des stellvertretenden Befehlshabers der im Raum nördlich Kiew eingesetzten 5. Armee.
Am 21. Juli 1942 wurde er zum Generalmajor der Panzertruppen befördert, im gleichen Jahr wurde er Mitglied der KPdSU. Am 26. September 1942 wurde er im Rahmen der Südfront zum Kommandeur des 6. mechanisierten Korps der 2. Gardearmee ernannt, das infolge seines erfolgreichen Kampfes bei Kotelnikowo im Januar 1943 zum 5. Garde-Panzerkorps umbenannt wurde. Vom 11. März bis zum 24. August 1943 kommandierte Bogdanow das 9. Panzerkorps, das der 13. Armee (General Puchow) an der mittleren Ostfront zugeteilt war. Am 6. Juli 1943 erhielt er den Rang Generalleutnant zuerkannt. Von September 1943 bis Juli 1944 und von Januar bis Mai 1945 war er Befehlshaber der 2. Garde-Panzerarmee. Im Rahmen der 1. Ukrainischen Front kämpfte sein Großverband im Frühjahr 1944 bei der Korsun-Schewtschenkowsker Operation und stieß auf Uman durch. Am 24. April 1944 war Bogdanow zum Generaloberst der Panzertruppen aufgestiegen, am 23. Juli wurde er schwer verwundet und blieb für 5 Monate im Lazarett der Stadt Lublin. Im Januar 1945 wieder einsatzfähig führte er seine Armee im Rahmen der 1. Weißrussischen Front während der Weichsel-Oder-Operation an die Grenze des Deutschen Reiches. Er bildete Anfang Februar zusammen mit Truppen von Bersarins 5. Stoßarmee nördlich Küstrin einen Brückenkopf und nahm Anfang März an der Schlacht um Ostpommern, Mitte April 1945 an der Schlacht an der Oder und danach an der Berliner Operation teil.
Für seine Leistungen im Vaterländischen Krieg wurde er am 11. März 1944 und nochmals am 6. April 1945 zum Held der Sowjetunion ernannt und mit dem Lenin- und dem Suworoworden ausgezeichnet.

### Nachkriegszeit
Nach dem Krieg erhielt er am 1. Juni 1945 den Rang eines Marschall der Panzertruppen. Bis 1947 war er Chef der SMAD-Landesverwaltung Brandenburg, danach Kommandeur der Panzer- und mechanisierten Verbände der sowjetischen Besatzungstruppen in Deutschland. Ab November 1948 bis 1951 war er Befehlshaber der gepanzerten Truppen der sowjetischen Armee. Im April 1953 erhielt er das Kommando über die im Militärbezirk Belorus stehende 7. Panzerarmee. Von Mai 1954 bis Mai 1956 war er Direktor der nach Stalin benannten Kriegsakademie für Panzer- und motorisierte Verbände. Bogdanow war von 1946 bis 1958 auch Mitglied des Zentralkomitees der KPdSU und fungierte als Deputierter im Präsidium des Oberster Sowjet der UdSSR. Bogdanow trat im Mai 1956 in den Ruhestand und verbrachte die letzte Lebenszeit bis 1960 in Moskau, er wurde auf dem Nowodewitschi-Friedhof beigesetzt.